# Эверманн, Бартон Уоррен
Бартон Уоррен Эверманн (англ. Barton Warren Evermann) — американский ихтиолог. Родился 24 октября 1853 года в штате Айова, а вырос в штате Индиана. В колледже он подружился с Дэвидом Старром Джорданом, с которым впоследствии опубликовал много научных статей. После окончания учёбы работал в течение десяти лет преподавателем в государственных школах в штатах Индиана и Калифорния.
24 октября 1875 года Эверманн женился на Мид Хоукингс (Meade Hawkings). От этого брака родились дочь и сын. С 1886 по 1914 год Эверманн работал в различных должностях в Американском агентстве по рыболовству. В 1914 году он стал директором Академии наук Калифорнии. Этот пост он занимал до своей смерти 27 сентября 1932 года. Эверманн был похоронен на кладбище в городе Берлингтон (штат Индиана).
В честь Эверманна были названы семейство глубоководных рыб эверманнелловые (Evermannellidae), роды рыб эверманнеллы (Evermanella), Evermannia и Evermannichthys, кактус Mammillaria evermanniana и вулкан на мексиканском острове Сокорро.